# Pommiers-la-Placette
Pommiers-la-Placette foi uma comuna francesa na região administrativa de Auvérnia-Ródano-Alpes, no departamento de Isère. Estendia-se por uma área de 16,92 km². Em 2010 a comuna tinha 568 habitantes (densidade: 33,6 hab./km²).
Em 1 de janeiro de 2017, passou a formar parte da nova comuna de La Sure en Chartreuse.